# 25-я танковая бригада
25-я танковая бригада — советское тактическое войсковое соединение в составе РККА, участвовавшее во многих сражениях Великой Отечественной войны.
Период боевых действий: с 21 октября 1941 года по 1 мая 1945 года.

## История
25-я танковая бригада формировалась с 1-го по 20-е октября 1941 года в городе Новое Сормово (ныне станция Новое Сормово в черте города Нижний Новгород), Горьковской области (ныне Нижегородская область).
После формирования 25-я танковая бригада была переброшена на Западный фронт, в район города Истра, где вошла в состав 7-й мотострелковой дивизии 16-й армии.
С 24 октября по 18 декабря бригада вела ожесточённые бои на солнечногорском направлении под Москвой. 26 декабря 1941 года была переведена в район села Шубное Острогожского района Воронежской области и передана в состав Резервного фронта.
С 30.07.1942 года по 23.08.1942 года приняла участие в Ржевско-Сычевской наступательной операции в составе 8-го танкового корпуса Западного фронта.
29 ноября 1942 года 25-я танковая бригада, понесшая большие потери в операции «Марс», была выведена в тыл, к тому моменту насчитывая в составе один КВ-1 и три Т-60.
28 февраля 1943 года пополненная 25-я танковая бригада вошла в состав 29-го танкового корпуса 5-й гвардейской танковой армии.
Летом 1943 года соединение участвовало в сражении под Прохоровкой: в 10.00 12 июля 362-й отдельный танковый батальон в составе 38 танков Т-70 шёл вторым эшелоном за танками Т-34 с заданием наступать по маршруту: лес-хутор Сторожевое — совхоз «Комсомолец» — Ивановские Выселки. В ходе наступления батальон встретил сильный артогонь и активное противодействие авиации противника. Батальон занял х. Сторожевое, но не имея поддержки со стороны соседей, и при значительных потерях вынужден был отойти на высоту юго-восточнее х. Сторожевое, где занял оборону.
Формирование участвовало в Харьковской операции, освобождении Кировограда, Корсунь-Шевченовской операции.
После освобождения Кировограда бригаде было присвоено почётное наименование Кировоградская, приказом Верховного Главнокомандующего ВС Союза ССР № 57, от 8 января 1944 года.
Летом 1944 года в составе 3-го Белорусского фронта освобождала город Борисов. После окружения Минска наступала на Вильнюс.

## Командиры бригады
- Таранов, Иван Афиногенович (с 28 сентября 1941 года по 30 октября 1941 года), полковник
- Дубовой, Иван Васильевич (с 31 октября 1941 года по 20 октября 1942 года), полковник
- Мясников, Георгий Афанасьевич (с 21 февраля 1942 года по 24 июля 1942 года), подполковник
- Герко, Никифор Игнатьевич (с 27 мая 1942 года по 7 сентября 1942 года), полковник
- Володин, Николай Константинович (с 8 сентября 1942 года по 28 сентября 1943 года), полковник
- Хотимский, Михаил Васильевич (с 29 сентября 1943 года по 28 октября 1943 года), полковник
- Клепко, Дмитрий Евстафьевич (с 29 октября 1943 года по 5 марта 1944 года), подполковник
- Мищенко, Иван Петрович (с 18 марта 1944 года по 25 мая 1944 года), подполковник
- Зленко, Михаил Кузьмич (с 26 мая 1944 года по 19 июля 1944 года), полковник
- Мищенко, Иван Петрович (с 20 июля 1944 года по 28 июля 1944 года), подполковник
- Павлюк-Мороз, Андрей Никифорович (с 29 июля 1944 года по 17 сентября 1944 года), подполковник
- Полукаров, Иван Васильевич (с 19 сентября 1944 года по 3 ноября 1944 года), полковник
- Станиславский, Иван Онуфревич (с 3 ноября 1944 года по 15 февраля 1945 года), полковник; тяжело ранен;
- Карташов, Тихон Ефремович (с 16 февраля 1945 года по 9 мая 1945 года), полковник

## Награды
| Награда                                | Дата награждения                              | За что получена |
| -------------------------------------- | --------------------------------------------- | --- |
| Почётное наименование «Кировоградская» | Приказом ВГК № 57 от 8 января 1944 г.         | За отличия в боях за овладение городом Кировоград. |
| Орден Ленина                           | Указ Президиума ВС СССР от (5 апреля 1945)    | За образцовое выполнение заданий командования в боях с немецкими захватчиками при овладении городами Вилленберг, Ортельсбург, Морунген, Заальфельд, и Фрайштадт и проявленные при этом доблесть и мужество          |
| Орден Красного Знамени                 | Указ Президиума ВС СССР от (26 февраля 1944;) | За образцовое выполнение заданий командования в боях по завершению уничтожения окружённой группировки немецких захватчиков в районе города Корсунь-Шевченковский и проявленные при этом доблесть и мужество         |
| Орден Красного Знамени                 | Указ Президиума ВС СССР от 23 июля 1944 года  | За образцовое выполнение заданий командования в боях с немецкими захватчиками, за овладение городом Молодечно и проявленные при этом доблесть и мужество                                                            |
| Орден Суворова II степени              | Указ Президиума ВС СССР от (8 апреля 1944)    | За образцовое выполнение боевых заданий командования при форсировании Днестра, овладении городом и важным железнодорожным узлом Бельцы, выход на государственную границу и проявленные при этом доблесть и мужество |

## Составы
Перечень частей входящих в состав танковой бригады на 1941 год:
- Управление бригады — 54 чел.
- Рота управления — 175 чел.
- Разведывательная рота — 107 чел.
- 25-й танковый полк — 422 чел.
  - 1-й танковый батальон
  - 2-й танковый батальон
- Мотострелково-пулемётный батальон — 422 чел.
- Зенитный дивизион
- Ремонтно-восстановительная рота — 91 чел.
- Автотранспортная рота — 62 чел.
- Медико-санитарный взвод — 28 чел.

Перечень частей входящих в состав танковой бригады на 1944 год:
- Управление бригады — 54 чел.
- Рота управления — 164 чел.
- 1-й танковый батальон — 148 чел.
- 2-й танковый батальон — 148 чел.
- 3-й танковый батальон — 148 чел.
- Моторизованный батальон автоматчиков — 507 чел.
- Зенитно-пулемётная рота
- Рота технического обеспечения — 123 чел.
- Медсанвзвод — 14 чел.

## В составе
| Вышестоящих формирований РККА | Вышестоящих формирований РККА        | Вышестоящих формирований РККА  | Вышестоящих формирований РККА | Вышестоящих формирований РККА |
| Дата                          | Фронт (округ)                        | Армия                          | Корпус                        |                               |
| ----------------------------- | ------------------------------------ | ------------------------------ | ----------------------------- | ----------------------------- |
| 01.10.1941 года               | Московский военный округ             |                                |                               |                               |
| 01.11.1941 года               | Западный фронт                       | 5-я армия                      |                               |                               |
| 01.12.1941 года               | Западный фронт                       | 16-я армия                     |                               |                               |
| 01.01.1942 года               | Резерв Верховного Главнокомандования |                                |                               |                               |
| 01.02.1942 года               | Московский военный округ             |                                |                               |                               |
| 01.06.1942 года               | Западный фронт                       |                                | 8-й танковый корпус           |                               |
| 01.09.1942 года               | Западный фронт                       | 20-я армия                     | 8-й танковый корпус           |                               |
| 01.10.1942 года               | Западный фронт                       | 5-я армия                      |                               |                               |
| 01.11.1942 года               |                                      | 20-я армия                     |                               |                               |
| 01.01.1943 года               | Московский военный округ             |                                |                               |                               |
| 01.03.1943 года               | Московский военный округ             |                                | 29-й танковый корпус          |                               |
| 01.04.1943 года               | Резерв Верховного Главнокомандования | 5-я гвардейская танковая армия | 29-й танковый корпус          |                               |
| 01.05.1943 года               | Степной военный округ                | 5-я гвардейская танковая армия | 29-й танковый корпус          |                               |
| 01.08.1943 года               | Воронежский фронт                    | 5-я гвардейская танковая армия | 29-й танковый корпус          |                               |
| 01.09.1943 года               | Степной фронт                        | 5-я гвардейская танковая армия | 29-й танковый корпус          |                               |
| 01.10.1943 года               | Резерв Верховного Главнокомандования | 5-я гвардейская танковая армия | 29-й танковый корпус          |                               |
| 01.11.1943 года               | 2-й Украинский фронт                 | 5-я гвардейская танковая армия | 29-й танковый корпус          |                               |
| 01.06.1944 года               | Резерв Верховного Главнокомандования | 5-я гвардейская танковая армия | 29-й танковый корпус          |                               |
| 01.07.1944 года               | 3-й Белорусский фронт                | 5-я гвардейская танковая армия | 29-й танковый корпус          |                               |
| 01.09.1944 года               | 1-й Прибалтийский фронт              | 5-я гвардейская танковая армия | 29-й танковый корпус          |                               |
| 01.01.1945 года               | 2-й Белорусский фронт                | 5-я гвардейская танковая армия | 29-й танковый корпус          |                               |

## Известные военнослужащие
- Решетников, Николай Михайлович (1921—1959) — капитан, командир 1 танкового батальона, танкист-ас (подбил 4 танка, 1 САУ, 12 автомашин). Герой Советского Союза (указ Президиума Верховного Совета СССР от 24 марта 1945)[4]
- Парфёнов Афанасий Георгиевич (1914—1944) — старший лейтенант, командир роты 2 танкового батальона, танкист-ас (подбил 3 танка). Герой Советского Союза (указ Президиума Верховного Совета СССР от 24 марта 1945)[5]*
- Шабалин, Борис Сергеевич, старший лейтенант, командир роты средних танков 1-го танкового батальона.